# عبد الرحيم أبو ذكرى
عبد الرحيم أحمد عبد الرحيم المعروف بأبو ذكرى (1943 - 5 نوفمبر 1989) هو كاتب سوداني وشاعر ومترجم، خريج الجامعة الروسية لصداقة الشعوب سنة 1969.

## مسيرته
التحق بالمدرسة الأولية ثم المدرسة الوسطى بمدينة كوستي، والثانوية بمدرسة خورطقت، أرسل في بعثة للدراسة بالاتحاد السوفييتي فالتحق بالجامعة الروسية لصداقة الشعوب في موسكو. حصل على درجة الماجستير في اللغة الروسية وآدابها، ودبلوم في الترجمة بين الروسية والعربية (1971)، ثم درجة الدكتوراه في فقه اللغة (1987) من الأكاديمية الروسية للعلوم.
عمل سكرتيرًا للتحرير ومشرفًا على مجلة الثقافة (السودانية): 1976 - 1978، وعمل أستاذًا - غير متفرغ - بكلية الآداب - جامعة الخرطوم.
عُرف عبد الرحيم بأعماله المكتوبة في الستينات والسبعينات، نشر في العديد من الصحف والمجلات السودانية، من شعراء الحداثة في حركة الشعر بالسودان، اتخذ من قصيدة التفعيلة شكلاً ومن الرمزية أسلوبًا لمعالجة قضايا العصر، يعد من شعراء الواقعية (دون مناقضة لأسلوبه الرمزي) لاهتمامه بمعاناة مجتمعه، ولما يلوّن به مشاهده وصوره فتبدو على جانب من القتامة والقسوة. في قصائده موقف حضاري ورؤية سياسية، ظلت شعرية صافية لم تفسدها الشعارات أو الهتافات.
له ديوان: «الرحيل في الليل» - جامعة الخرطوم 1973 (طبعة ثانية - عزة للنشر والتوزيع - الخرطوم 2001).
عُرف عنه تميّزه في الترجمة، حتى وصفه أستاذه في "الأكاديمية الروسية للعلوم"، البروفيسور شاغال، بالذكاء النادر والموهبة الرفيعة، وهو ما جعل «دار التقدم» في موسكو تختاره لترجمة «معجم المصطلحات الأدبية» من الروسية إلى العربية، إلا أنّه رحل قبل إنجاز هذا العمل.
مرّ أبو ذكرى سريعاً بالحزب الشيوعي السوداني. لم تمض فترة قصيرة من انتمائه إليه حتى استقال بلباقة، مبرّراً الاستقالة بـ «ظروفه الصحية غير المواتية»، وإن ظلت له مواقف مساندة لقضايا اليسار.

## وفاته
بتاريخ 5 نوفمبر 1989، قفز من نافذة غرفته في الطابق الثالث عشر من مبنى "الأكاديمية الروسية للعلوم"؛ ليرتطم برصيف شارع «أوسترافيتيانوفا». وقبل وفاته، أحرق بعض أعماله.